# Casa de Quimpanzo
A Casa de Quimpanzo (Kimpanzu) foi uma casa real (canda) do Reino do Congo, governando o país em várias oportunidades tanto por guerras ou eleições. Durante a guerra civil congolesa havia um provérbio que afirmava os Quimpanzo como motivo das guerras no país. O provérbio dizia; "Kikongo; Kinlaza, Kimpanzu ye Kinlaza makukwa matatu malambila Kongo" (Português; Quincanga, Quimpanzo e Quinlaza são as três pedras nas quais Kongo cozinhava).

## Origens
A Casa de Quimpanzo com o rei Álvaro V, que chegou ao trono em 1636. Ele era o meio-irmão de Álvaro IV, embora não seja claro que ele tenha sido filho biológico de Álvaro III. Após o assassinato de Álvaro IV, Álvaro V chegou ao trono. 

## Queda
O primeiro governo da Casa de Quimpanzo duraria pouco tempo, já que as disputas pelo trono começadas em 1622 continuariam, apesar dos Quimpanzo terem o apoio do Condado de Soio. Poucos meses do governo de Álvaro V, dois irmãos jesuítas Álvaro Nimi e Garcia Ancanga invadiram São Salvador com um exercito e destronaram o recém-coroado Álvaro V, iniciando uma nova dinastia; Quinzalas. Os poucos Quimpanzos sobreviventes buscaram asilo político ao sul, em Soio. 

## Oposição aos Quinzalas
Após a fuga dos Quimpanzos, o reino foi governado pela Casa de Quinzala durante alguns anos. Enquanto isso em Soio, os Quimpanzos passaram a ser grandes aliados políticos do condes soianos, já que estes eram grandes opositores aos Quinzalas. O poderio militar e centralização política da região eram grandes, por isso quando o conde Daniel da Silva foi coroado em 1641, o mesmo iniciou uma sangrenta guerra pela independência de Soio em relação ao Congo, conquistada em 1645. 
Durante o reinado de Garcia II, os soianos tentaram assassina-lo em várias ocasiões. Ainda deram asilo aos simpatizantes dos Quimpanzos, já que o plano era devolver o trono congolês aos clã. O rei congolês passou á caçar os simpatizantes dos Quincanga e Quimpanzo. Os apoiantes dos Quincanga foram caçados aos montes entre os anos 1650 e 1660, acabando com a casa pouco antes do início da guerra civil. Entretanto os Quimpanzos estavam longe do alcance do rei, por isso ficaram praticamente intocáveis por vários anos. 

## Os Quimpanzos durante e após a Guerra Civil
Os Quimpanzos continuaram sob proteção de Soio durante a guerra civil, onde várias casas lutaram pelo poder. A matriarca Suzana de Nóbrega manteve o apoio aos soianos e se manteve na guerra contra os Quinzalas. Após o fim da guerra foi instaurada uma monarquia eletiva no Congo, onde o governo alternava entre as casas dominantes, sendo a primeira delas os Quimpanzos, que retornaram ao poder como Manuel II em 1718. O último Quimpanzo á ocupar o trono do Congo foi Pedro V, que apesar de ter sido deposto em 1764, se manteve como opositor até sua morte em 1779. Não se sabe o que ocorreu aos últimos integrantes do clã. Segundo o antropólogo alemão Adolf Bastian, que visitou um cemitério em Sembo no ano de 1859, os últimos pretendentes Quimpanzos estariam enterrados lá. 